# Đường tỉnh 839
Đường tỉnh 839 là đường huyết mạch của huyện Đức Huệ, tỉnh Long An, Việt Nam.
Đường tỉnh 839 có điểm đầu tại thị trấn Đông Thành với Di tích lịch sử Bình Thành, đi đến điểm cuối cùng tại chợ Mareng (Chợ Thuận Hiệp), xã Tân Hiệp, huyện Thạnh Hóa, nằm trong hệ thống đường Quốc lộ N1, được UBND tỉnh Long An về việc phê duyệt dự án tại Quyết định số 2731/QĐ-UBND ngày 31/10/2008. Tổng mức đầu tư 134,409 tỷ đồng. Tổng chiều dài tuyến đường là 26,23 km. Mặt đường rộng 5,5m, láng nhựa 3 lớp, bề rộng nền đường 6,5 – 7,5m, có hệ thống thoát nước dọc và ngang.